# Wereldkampioenschappen synchroonzwemmen 2024 – Duet vrije routine
De vrije routine voor duetten tijdens de wereldkampioenschappen synchroonzwemmen 2024 vond plaats op 7 en 8 februari 2024 in de Aspire Dome in Doha.

## Uitslag
De eerste twaalf duetten, hier aangegeven met groen, gingen door naar de finale.
| Rang   | Namen                                      | Land                | Voorronde    | Voorronde    | Finale        | Finale        |
| Rang   | Namen                                      | Land                | Punten       | Rang         | Punten        | Rang          |
| ------ | ------------------------------------------ | ------------------- | ------------ | ------------ | ------------- | ------------- |
| Goud   | Wang Liuyi Wang Qianyi                     | China               | 250,8438     | 1            | 250,7729      | 1             |
| Zilver | Bregje de Brouwer Noortje de Brouwer       | Nederland           | 244,2439     | 2            | 250,4979      | 2             |
| Brons  | Kate Shortman Isabelle Thorpe              | Verenigd Koninkrijk | 237,1042     | 3            | 247,2626      | 3             |
| 4      | Alisa Ozhogina Iris Tió                    | Spanje              | 236,9958     | 4            | 243,9918      | 4             |
| 5      | Audrey Lamothe Jacqueline Simoneau         | Canada              | 234,9855     | 5            | 239,0563      | 5             |
| 6      | Sofia Malkogeorgou Evangelia Platanioti    | Griekenland         | 232,8188     | 6            | 236,7834      | 6             |
| 7      | Linda Cerruti Lucrezia Ruggiero            | Italië              | 231,1168     | 8            | 233,9957      | 7             |
| 8      | Maryna Aleksiiva Vladyslava Aleksiiva      | Oekraïne            | 232,3936     | 7            | 233,1437      | 8             |
| 9      | Shelly Bobritsky Ariel Nassee              | Israël              | 226,7439     | 9            | 228,4708      | 9             |
| 10     | Hur Yoon-seo Lee Ri-young                  | Zuid-Korea          | 215,2875     | 10           | 213,5979      | 10            |
| 11     | Kyra Hoevertsz Mikayla Morales             | Aruba               | 196,3771     | 11           | 199,0876      | 11            |
| 12     | Melisa Ceballos Estefania Roa              | Colombia            | 190,4313     | 12           | 185,7103      | 12            |
| 13     | Noemi Büchel Leila Marxer                  | Liechtenstein       | 189,4106     | 13           | Uitgeschakeld | Uitgeschakeld |
| 14     | Arina Pushkina Yasmin Tuyakova             | Kazachstan          | 188,3146     | 14           | Uitgeschakeld | Uitgeschakeld |
| 15     | Johanna Bleyer Klara Bleyer                | Duitsland           | 186,8874     | 15           | Uitgeschakeld | Uitgeschakeld |
| 16     | Nadine Barsoum Hana Hiekal                 | Egypte              | 183,8062     | 16           | Uitgeschakeld | Uitgeschakeld |
| 17     | Laura Miccuci Gabriela Regly               | Brazilië            | 179,1250     | 17           | Uitgeschakeld | Uitgeschakeld |
| 18     | Chiara Diky Lea Anna Krajčovičová          | Slowakije           | 177,6645     | 18           | Uitgeschakeld | Uitgeschakeld |
| 19     | Maria Gonçalves Cheila Vieira              | Portugal            | 172,4542     | 19           | Uitgeschakeld | Uitgeschakeld |
| 20     | Yvette Chong Debbie Soh                    | Singapore           | 170,9959     | 20           | Uitgeschakeld | Uitgeschakeld |
| 21     | Carolyn Buckle Kiera Gazzard               | Australië           | 161,2521     | 21           | Uitgeschakeld | Uitgeschakeld |
| 22     | Thea Grima Buttigieg Emily Ruggier         | Malta               | 158,6000     | 22           | Uitgeschakeld | Uitgeschakeld |
| 23     | Pongpimporn Pongsuwan Supitchaya Songpan   | Thailand            | 153,1542     | 23           | Uitgeschakeld | Uitgeschakeld |
| 24     | María Ccoyllo Adriana Toulier              | Peru                | 151,1249     | 24           | Uitgeschakeld | Uitgeschakeld |
| 25     | Karolína Klusková Aneta Mrázková           | Tsjechië            | 150,6167     | 25           | Uitgeschakeld | Uitgeschakeld |
| 26     | Blanka Barbócz Angelika Bastianelli        | Hongarije           | 150,5209     | 26           | Uitgeschakeld | Uitgeschakeld |
| 27     | Duru Kanberoğlu Bade Yıldız                | Turkije             | 149,1166     | 27           | Uitgeschakeld | Uitgeschakeld |
| 28     | Cesia Castaneda Grecia Mendoza             | El Salvador         | 143,1771     | 28           | Uitgeschakeld | Uitgeschakeld |
| 29     | Mari Alavidze Tekla Gogilidze              | Georgië             | 141,7354     | 29           | Uitgeschakeld | Uitgeschakeld |
| 30     | Diana Onkes Ziyodakhon Toshkhujaeva        | Oezbekistan         | 140,4958     | 30           | Uitgeschakeld | Uitgeschakeld |
| 31     | Agustina Medina Lucía Ververis             | Uruguay             | 137,9854     | 31           | Uitgeschakeld | Uitgeschakeld |
| 32     | María Alfaro Anna Mitinian                 | Costa Rica          | 118,6812     | 32           | Uitgeschakeld | Uitgeschakeld |
| 33     | Nina Brown Eva Morris                      | Nieuw-Zeeland       | 116,8854     | 33           | Uitgeschakeld | Uitgeschakeld |
| 34     | Tiziana Bonucci Luisina Caussi             | Argentinië          | 111,6167     | 34           | Uitgeschakeld | Uitgeschakeld |
| 35     | Gabriel Zhou Lam Cheng Tong                | Macau               | 105,5105     | 35           | Uitgeschakeld | Uitgeschakeld |
| 36     | Gabriela Alpajón Dayaris Varona            | Cuba                | 100,2688     | 36           | Uitgeschakeld | Uitgeschakeld |
| 37     | Hilda Tri Julyandra Gabrielle Permata Sari | Indonesië           | 87,5688      | 37           | Uitgeschakeld | Uitgeschakeld |
| 38     | Grace Borrebach Kyra van den Berg          | Curaçao             | 81,0250      | 38           | Uitgeschakeld | Uitgeschakeld |
| –      | Jennah Hafsi Noah Kroon                    | Marokko             | Niet gestart | Niet gestart | Niet gestart  | Niet gestart  |
| –      | Jessica Hayes-Hill Laura Strugnell         | Zuid-Afrika         | Niet gestart | Niet gestart | Niet gestart  | Niet gestart  |